# Салис, Сильвия
Сильвия Салис (итал. Silvia Salis; род. 17 сентября 1985, Генуя) — итальянская легкоатлетка, метательница молота. Выступала за сборную Италии в 2006—2015 годах, чемпионка Средиземноморских игр 2009 года в Пескаре. Мэр Генуи (с 2025)

## Биография
Родилась 17 сентября 1985 в Генуе, дочь активиста Итальянской коммунистической партии. Получила высшее политологическое образование в Link Campus University. Начала заниматься легкой атлетикой в 1993 году в возрасте восьми лет — изначально интересовалась прыжками в длину, но в итоге переключила своё внимание на метательные дисциплины. Первые успехи Салис на национальном уровне пришли в 2001 году, когда она выиграла юношеские титулы и представляла Италию на чемпионате мира среди молодежи в Дебрецене.
В последующем профессионально занималась спортом — неоднократная чемпионка Италии в метании молота (высшим достижением международного уровня стала золотая медаль на Средиземноморских играх 2009 года в Пескаре, в 2016 году окончила карьеру). В 2008 году она впервые преодолела отметку в 70 метров, получив квалификацию на Олимпиаду в Пекине. На Олимпийских играх в Лондоне не прошла дальше квалификационного раунда. Стала спортивным функционером, в частности с 2021 года являлась вице-президентом Национального олимпийского комитета Италии.

## Политическая карьера

Салис во время предвыборной кампании

26 мая 2025 года пошла на муниципальные выборы в Генуе во главе левоцентристской коалиции, основу которой составили Демократическая партия, Движение пяти звёзд, Альянс зелёных и левых и блок «Реформируем Геную с Сильвией Салис», в свою очередь состоящий из партий Действие, Больше Европы, Италия Вива, Солидарная демократия и других. Левоцентристская коалиция Салис набрала почти 51,5 % голосов избирателей.
В тот же день лидер правоцентристского блока, временно исполняющий обязанности мэра Пьетро Пичокки (Pietro Piciocchi) признал поражение и поздравил Салис с победой уже в первом туре голосования (Пичокки исполнял обязанности мэра после отставки Марко Буччи, избранного губернатором Лигурии). Таким образом, Салис стала второй после Марты Винченци женщиной, занявшей пост мэра лигурийской столицы.
30 мая 2025 года официально вступила в должность.

## Личная жизнь
В ноябре 2020 года она вышла замуж за режиссера Фаусто Брицци. 5 октября 2023 года у пары родился первый ребенок — Эудженио.